# Heli Heroes
Heli Heroes – komputerowa gra zręcznościowa, strzelanka wyprodukowana przez polskie studio Reality Pump Studios oraz wydana przez TopWare Poland i Zuxxez Entertainment na platformę PC 19 grudnia 2001.

## Fabuła
Akcja gry ma miejsce w post–apokaliptycznym świecie przyszłości.

## Rozgrywka
Gra została podzielona na 30 misji. Gracz może sterować śmigłowcem Boeingem AH-64 Apache lub Ka-50. Jego zadaniem jest lot uzbrojonym śmigłowcem i eliminowanie wroga. Gracz może korzystać z dodatków w postaci dodatkowego paliwa, a także poprzez unowocześnienie broni pokładowych oraz nowe uzbrojenie.
Udostępniony został edytor scenariuszy.
W grze zwarty został tryb gry wieloosobowej dzięki, któremu na jednym ekranie może uczestniczyć dwóch graczy.